# تاتسويا كيمورا
تاتسويا كيمورا (باليابانية: 木村立哉؛ بالكانا: きむら たつや) هو ناقد فني ومنتج أفلام وكاتب سيناريو وناقد سينمائي ومنتج أسطوانات ودي جيه وملحن وصحفي ياباني، ولد في 1964 في كيوتو في اليابان.

## وصلات خارجية
- تاتسويا كيمورا على موقع IMDb (الإنجليزية)
- تاتسويا كيمورا على موقع روتن توميتوز (الإنجليزية)
- تاتسويا كيمورا على موقع أول موفي (الإنجليزية)
- تاتسويا كيمورا على موقع قاعدة بيانات الأفلام السويدية (السويدية)
- تاتسويا كيمورا على موقع قاعدة بيانات الفيلم (الإنجليزية)
- تاتسويا كيمورا على موقع كينوبويسك (الروسية)